# Thomas Absolem McCabe
Thomas Absolem McCabe (* 30. Juni 1902 in South West Rocks, New South Wales, Australien; † 14. September 1983) war ein australischer Geistlicher und römisch-katholischer Bischof von Wollongong. 

## Leben
Thomas Absolem McCabe empfing am 20. Dezember 1925 in Rom durch den Kardinalpräfekten der Kongregation für die Ausbreitung des Glaubens, Wilhelmus Marinus van Rossum, die Priesterweihe für das Bistum Lismore.
Papst Pius XI. ernannte ihn am 13. Dezember 1938 zum Bischof von Port Augusta. Der Apostolische Delegat in Australien, Erzbischof Giovanni Panico, spendete ihm am 12. März des folgenden Jahres die Bischofsweihe; Mitkonsekratoren waren John Joseph Carroll, Bischof von Lismore, und dessen Koadjutor Patrick Joseph Farrelly.
Am 15. November 1951 ernannte ihn Papst Pius XII. zum ersten Bischof des mit gleichem Datum errichteten Bistums Wollongong. Die Amtseinführung fand am 24. Februar des folgenden Jahres statt.
McCabe nahm an allen vier Sitzungsperioden des Zweiten Vatikanischen Konzils als Konzilsvater teil. Von 1964 bis 1969 war er zusätzlich Militärbischof von Australien.
Am 10. Mai 1974 nahm Papst Paul VI. seinen Rücktritt an.